# Митрошино (Тверская область)
Митрошино — деревня в Удомельском городском округе Тверской области.

## География
Деревня находится в северной части Тверской области на расстоянии приблизительно 3 км на северо-запад по прямой от железнодорожного вокзала города Удомля на западном берегу озера Песьва.

## История
Деревня была известна с 1572 года. В 1859 году была владением помещиков Теглёва, Баранова, Русинова. Здесь было учтено дворов (хозяйств) 12 (1859 год), 40 (1886),42 (1911), 51 (1958), 34 (1986), 27 (2000). В советский период истории здесь действовали колхозы им. Ворошилова, им. Мичурина, позднее АО «Сезам». До 2015 года входила в состав Порожкинского сельского поселения до упразднения последнего. С 2015 года в составе Удомельского городского округа.

## Население
Численность населения: 101 человек (1859 год), 212 (1886), 253 (1911), 132 (1958), 65 (1986), 43 (русские 95 %) в 2002 году, 35 в 2010.